# John Fielder
Pour les articles homonymes, voir Fielder.
John Fielder, né le 2 août 1950 à Washington, D.C. et mort le 11 août 2023, est un photographe américain de paysages. 
Il a publié plus de 40 livres. Défenseur de la nature, il est connu nationalement pour ses photographies de paysages, ses calendriers scéniques (qui ont été publiés durant une trentaine d'années), ainsi que pour ses nombreux livres et guides de voyage. Il a gagné le prix du Livre du Colorado trois fois, en 1996, 1997 et 2000. En janvier 2023, John Fielder a publié la totalité de ses 5 000 photographies dans le domaine public.
Il a travaillé pour promouvoir la protection des espaces ouverts et des terres sauvages du Colorado.

## Biographie
Originaire de Washington, D.C., John Fielder a déménagé dans le Colorado après avoir obtenu son diplôme de l'université Duke. Après avoir travaillé huit ans pour des grands magasins, il a fait de son hobby photographique un métier.

## Récompenses
- 1993 : prix Ansel-Adams pour la photographie de conservation
- 1996, 1997, 2000 : Prix du livre du Colorado